# Гідролізна промисловість
Гідро́лізна промисло́вість — галузь промисловості, що об'єднує виробництва, які методом гідролізу деревини й нехарчової рослинної сировини виробляють етиловий спирт, кормові дріжджі, глюкозу та ксиліт, фурфурол, органічні кислоти, лігнін та інші продукти. Більша частина гідролізних підприємств кооперується з лісопильно-деревообробними, целюлозно-паперовими та олійно-жировими підприємствами.
В СРСР виникла у 1935 (тоді виготовляли тільки етиловий спирт), з 1943 організовано виробництво кормових дріжджів, 1944—46 — фурфуролу. В Україні гідролізна промисловість почала створюватися в роки довоєнних п'ятирічок. На трьох невеликих установках при олійницькому, шкіряному та консервному заводах в Одесі і Криму виробляли фурфурол. Після Німецько-радянської війни став до ладу Верхньодніпровський гідролізно-фурфурольний завод, який випускав продукцію на базі комплексної переробки рослинних відходів олійницького комбінату. В 1964 введено в дію цех виробництва гідролізних кормових дріжджів з нехарчової сировини на Білгород-Дністровській картонній фабриці, у 1965 збудовано найбільший в Україні Запорізький гідролізно-дріжджовий завод, що переробляє сільськогосподарські рослинні відходи та деревну тирсу. В 1976 в республіці було вироблено 20 тис. т кормових дріжджів, 380 т фурфуролу, 63 млн дал етилового спирту. Гідролізна промисловість СРСР мала потужну виробничу базу..